# Митино (Дмитриевское сельское поселение)
Ми́тино — село в составе Дмитриевского сельского поселения Галичского района Костромской области России.

## География
Село расположено у автодороги Судиславль — Солигалич Р100.

## История
Согласно Спискам населённых мест Российской империи в 1872 году село относилось к 2 стану Галичского уезда Костромской губернии. В нём числилось 20 дворов, проживали 71 мужчина и 98 женщин. В селе имелась православная церковь, проводилась ярмарка.
В результатах переписи населения 1897 года указаны два села с названием Митино в Холмовской волости Галичского уезда Костромской губернии. Оба села располагались на тракте Кострома—Галич в 28 верстах от Галича. В первом из них проживало 57 человек (24 мужчины и 33 женщины), а во втором — 8 человек (5 мужчин и 3 женщин). Там же указаны два усадьбы с названием Митино, расположенных в 28 и 29 верстах от Галича соответственно. В первой из них проживало 15 человек (10 мужчин и 15 женщин), и во второй — 15 человек (8 мужчин и 7 женщин).
Согласно Списку населённых мест Костромской губернии в 1907 году указаны два села с названием Митино в Холмовской волости Галичского уезда Костромской губернии. Оба села располагались на тракте Кострома—Галич в 28 верстах от Галича, в них имелась школа, сыроваренный и кирпичный заводы. В первом из них имелось 14 дворов и 72 жителя, а во втором — 2 двора и 11 жителей. Там же указаны два усадьбы с названием Митино. Одна из них располагалась в 28 верстах от Галича на тракте Кострома—Галич у пруда. В ней имелся 1 двор и 4 жителя. Вторая усадьба располагалась в стороне от трактов на расстоянии 28 вёрст от Галича у колодца. В ней имелся 1 двор и 15 жителей.
До муниципальной реформы 2010 года село входило в состав Пронинского сельского поселения.

## Население
| 2008 | 2010 | 2012 | 2014 |
| ---- | ---- | ---- | ---- |
| 234  | ↘178 | ↗225 | ↘219 |